# Mica Mountain
Mica Mountain je hora v Pima County, na jihovýchodě Arizony.
S nadmořskou výškou 2 641 metrů je nejvyšší horou pohoří Rincon Mountains. Mica Mountain leží v severní části pohoří, přibližně 40 kilometrů východně od centra města Tucson. Nachází se v severní, respektive severovýchodní části Národního parku Saguaro.